# Georgine Ekhof
Georgine Sophie Karoline Auguste Ernestine Ekhof, född 1706, död 11 november 1790 i Gotha, var en tysk skådespelare.
Hon var dotter till teaterledaren Johann Spiegelberg och syster till Wilhelmine Steinbrecher. Hon gifte sig 1746 med skådespelaren Conrad Ekhof. Hon beskrivs som vacker, charmerande, med en musikalisk röst och en oklanderlig deklamation. Hennes karriär avbröts dock när hon på grund av religiösa tvivel drabbades av psykisk sjukdom.